# Gravertjärnen (Åls socken, Dalarna, 672340-147194)
Gravertjärnen är en sjö i Leksands kommun i Dalarna och ingår i Dalälvens huvudavrinningsområde.